# Symplocos crassipes
Symplocos crassipes är en tvåhjärtbladig växtart som beskrevs av C. B. Cl. Symplocos crassipes ingår i släktet Symplocos och familjen Symplocaceae.

## Underarter
Arten delas in i följande underarter:
- S. c. brandiana
- S. c. curtisii
- S. c. ernae
- S. c. havilandii
- S. c. penangiana
- S. c. rufomarginata